# Bâtiment József Antall
 (août 2025).
Si vous disposez d'ouvrages ou d'articles de référence ou si vous connaissez des sites web de qualité traitant du thème abordé ici, merci de compléter l'article en donnant les références utiles à sa vérifiabilité et en les liant à la section « Notes et références ».
Le bâtiment József Antall – abrégé JAN – est un lieu de travail du Parlement de l'Union européenne à Bruxelles. Il est relié par un pont circulaire aux bâtiments Altiero Spinelli et Willy Brandt.
Il fait partie du complexe de bâtiments parlementaires de Bruxelles dénommé « Espace Léopold ».

## Origine du nom
Son nom actuel, adopté en 2008, est celui de József Antall, le premier Premier ministre hongrois après le retour de la démocratie en 1990.

## Services
Le bâtiment József Antall (JAN) abrite certaines salles des groupes politiques au Parlement européen, des salles de réunions des commissions parlementaires, dont la commission des Affaires étrangères (AFET), et un restaurant.

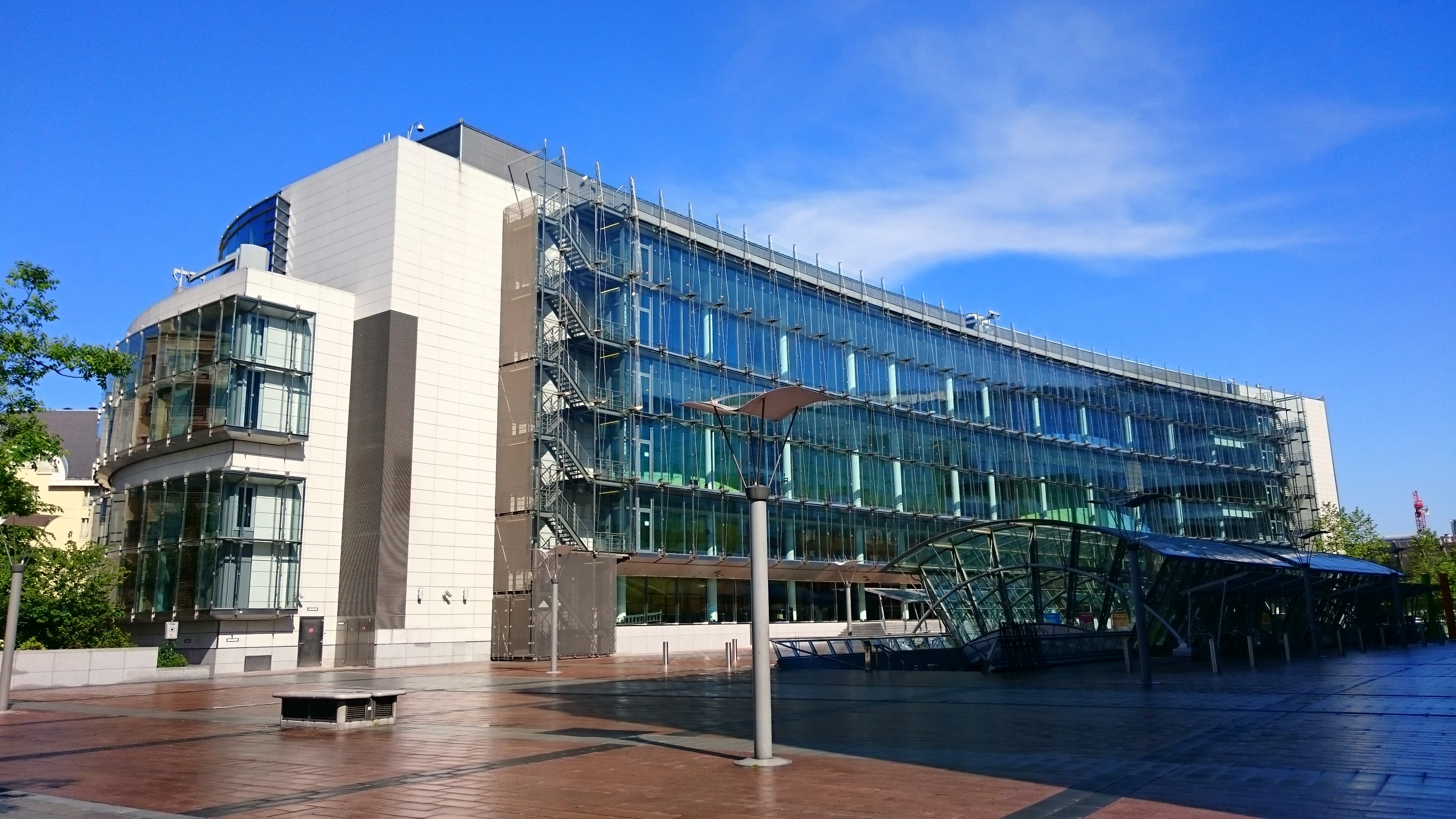
Vue d'ensemble du bâtiment avec l'entrée de la gare du Luxembourg.
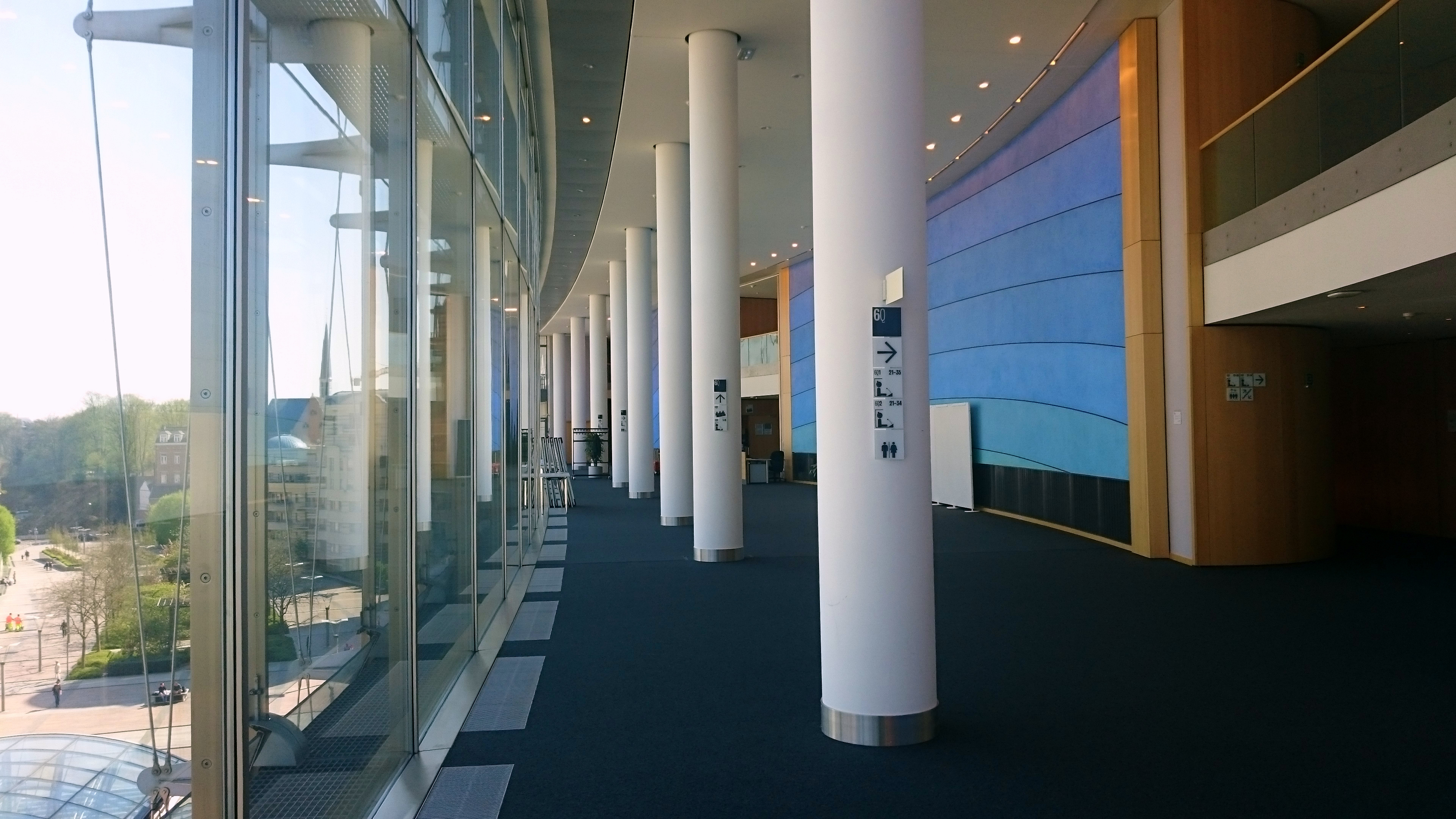
Sixième étage du bâtiment József Antall.
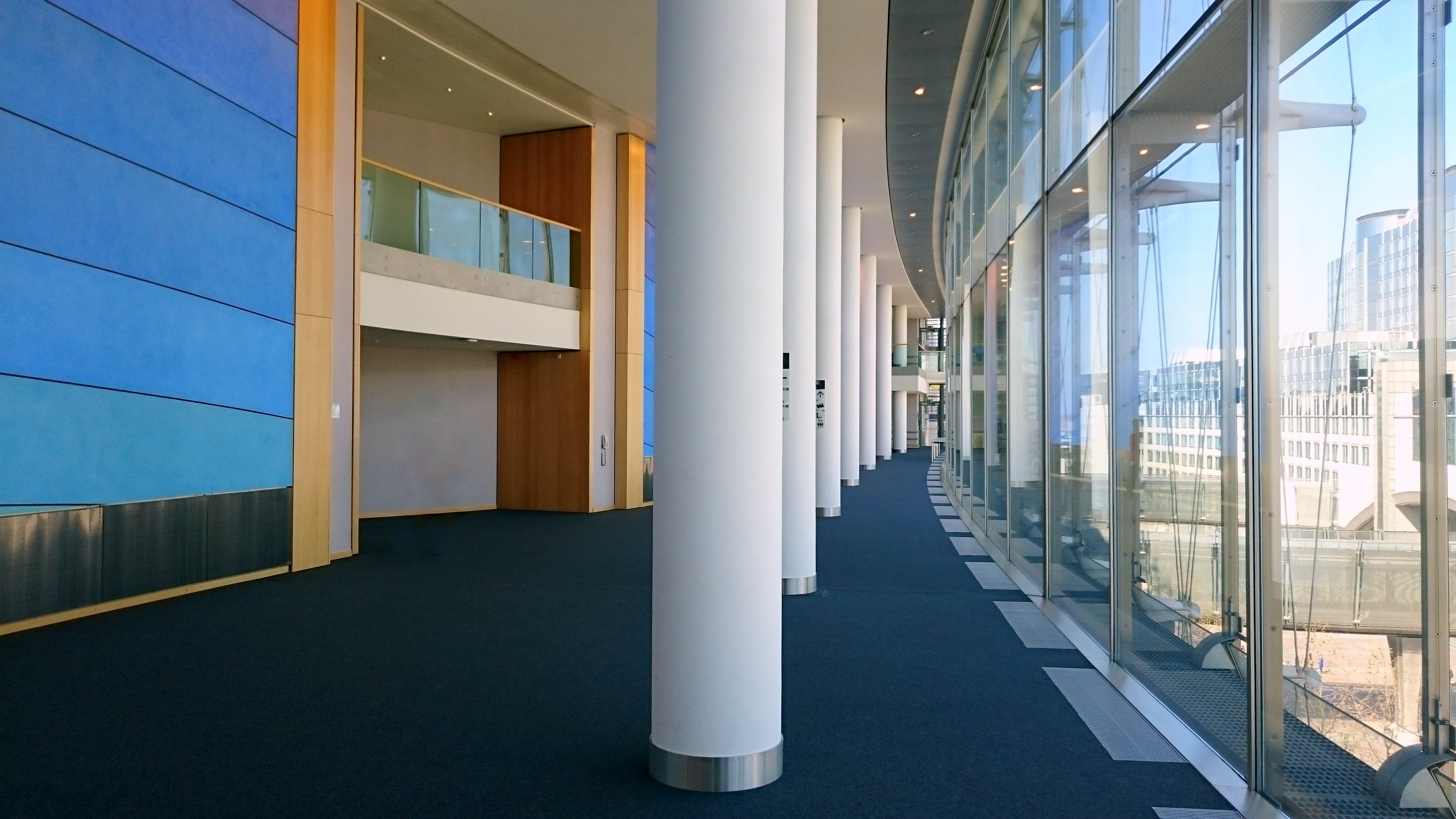
Sixième étage du bâtiment József Antall.
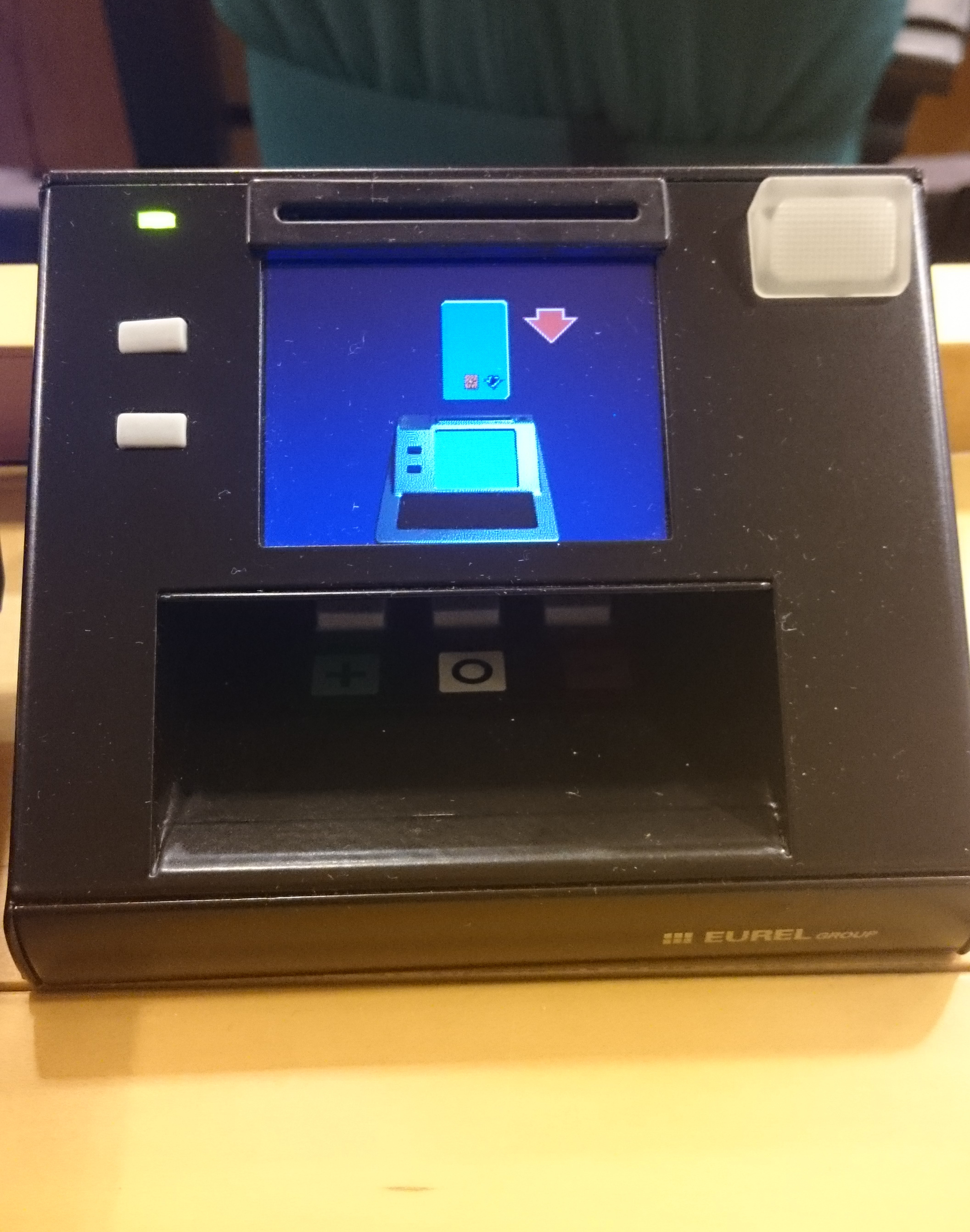
Système de vote en commission AFET.

## Sources

## Compléments